# Дракенштајн
Дракенштајн (њем. Drackenstein) општина је у њемачкој савезној држави Баден-Виртемберг. Једно је од 38 општинских средишта округа Гепинген. Према процјени из 2010. у општини је живјело 410 становника. Посједује регионалну шифру (AGS) 8117016.

## Географски и демографски подаци
Дракенштајн се налази у савезној држави Баден-Виртемберг у округу Гепинген. Општина се налази на надморској висини од 729 метара. Површина општине износи 5,7 km². У самом мјесту је, према процјени из 2010. године, живјело 410 становника. Просјечна густина становништва износи 72 становника/km².